# Prepona praeneste
Prepona praeneste is een vlinder uit de familie van de Nymphalidae. De wetenschappelijke naam van de soort is voor het eerst geldig gepubliceerd in 1859 door William Chapman Hewitson.